# 苏州大學校友列表

## 法政界
- 张卫国 －江苏省人民政府副省长。
- 季建业 －南京市人民政府市长，第十二届中国全国人大代表。2013年落马。
- 胡问鸣 －原中国船舶重工集团公司董事长，2020年因涉嫌违纪违法，接受中央纪委国家监委调查。
- 张宝娟 －中共扬州市委书记。
- 蔡丽新 －广西壮族自治区人民政府副主席，2018年担任中国全国人大代表。
- 胡冶 －第十三届全国人民代表大会江苏地区代表。
- 王进健 －中共扬州市委副书记。

## 文化艺术界
- 陶文瑜 －中国作家、诗人、书法家。
- 吴义勤 －中国作家、文学理论家、评论家，中国作家协会主席团委员，中国现代文学馆馆长。
- 张兰 －美国华裔女作家，笔名纽约蓝蓝。
- 马得 －中国观念艺术家，装置艺术家，摄影家。
- 章敬平，中华人民共和国媒体人、作家、律师。
- 熊黛林 －著名模特儿及演员。
- 朱洪志 －中国网络小说作家，阅文集团白金作家，笔名我吃西红柿。
- 莫寒 －中国大陆女歌手、舞者、演员、主持人，前中国大型女子偶像团体SNH48Team SII成员。

## 学术界
- 马余强，南京大学教授，研究领域为生命活性物质的非平衡统计物理等，中国教育部第四批“长江学者”特聘教授。
- 汤华中 －北京大学数学科学学院科学与工程计算系教授，冯康科学计算奖得主。
- 王月丹 －中国免疫学家，北京大学教授。
- 陆云泉 －北京市第一〇一中学教育集团总校长，曾任北京一零一中校长、数学特级教师。中国科学院大学基础教育研究院院长。北京市特级校长之一。

## 体育界
- 孙杨 －中国游泳运动员及中国国家游泳队队长[1]。

## 苏州大学校友会
苏州大学校友会（英文：Soochow University Alumni Association, 简称 SUAA），成立于 1999年，截止2021年，已经在北美，日本，爱尔兰，英国，法国，新西兰，澳大利亚，德国，印度，尼日利亚，韩国，加拿大等12个国家或地区成立海外校友会，在中国的30余个省份成立地方校友会。